# Dyspnoi
Sous-ordre
Les Dyspnoi sont un sous-ordre d'opilions. Les quatre cents espèces connues sont classées dans huit familles actuelles.

## Liste des familles
Selon World Catalogue of Opiliones (20/04/2021) :
- Acropsopilionoidea Roewer, 1923
  - Acropsopilionidae Roewer, 1923
  - † Halithersidae Dunlop, Selden & Giribet, 2016
- Ischyropsalidoidea Simon, 1879
  - Ischyropsalididae Simon, 1879
  - Sabaconidae Dresco, 1970
  - Taracidae Schönhofer, 2013
  - famille indéterminée
    - † Piankhi Dunlop, Bartel & Mitov, 2012
- Troguloidea Sundevall, 1833
  - Dicranolasmatidae Simon, 1879
  - Nemastomatidae Simon, 1872
  - Nipponopsalididae Martens, 1976
  - Trogulidae Sundevall, 1833
  - † Eotrogulidae Petrunkevitch, 1955
  - † Nemastomoididae Petrunkevitch, 1955
- super-famille et famille indéterminée
  - † Ameticos Garwood, Dunlop, Giribet & Sutton, 2011
  - † Echinopustulus Dunlop, 2004

## Publication originale
- Hansen & Sørensen, 1904 : On Two Orders of Arachnida : Opiliones, Especially the Suborder Cyphophthalmi, and Riniculei, Namely the Family Cryptostemmatoidea. Cambridge University Press, Cambridge, p. 1–174 , (texte intégral)